# Димитър Гоголов
Димитър Петков Гоголов е български революционер, деец на Вътрешна македоно-одринска революционна организация.

## Биография
Гоголов е роден в 1866 година в дедеагачкото село Балъкьой, тогава в Османската империя, днес Мелия, в Гърция. По професия е бакалин. Зет е на Марин Чорбаджи от Дервент и Георги Маринов. Влиза във ВМОРО. През лятото на 1901 година е избран за касиер на Дедеагачкия околийски революционен комитет.